# Conseil du sceau des titres

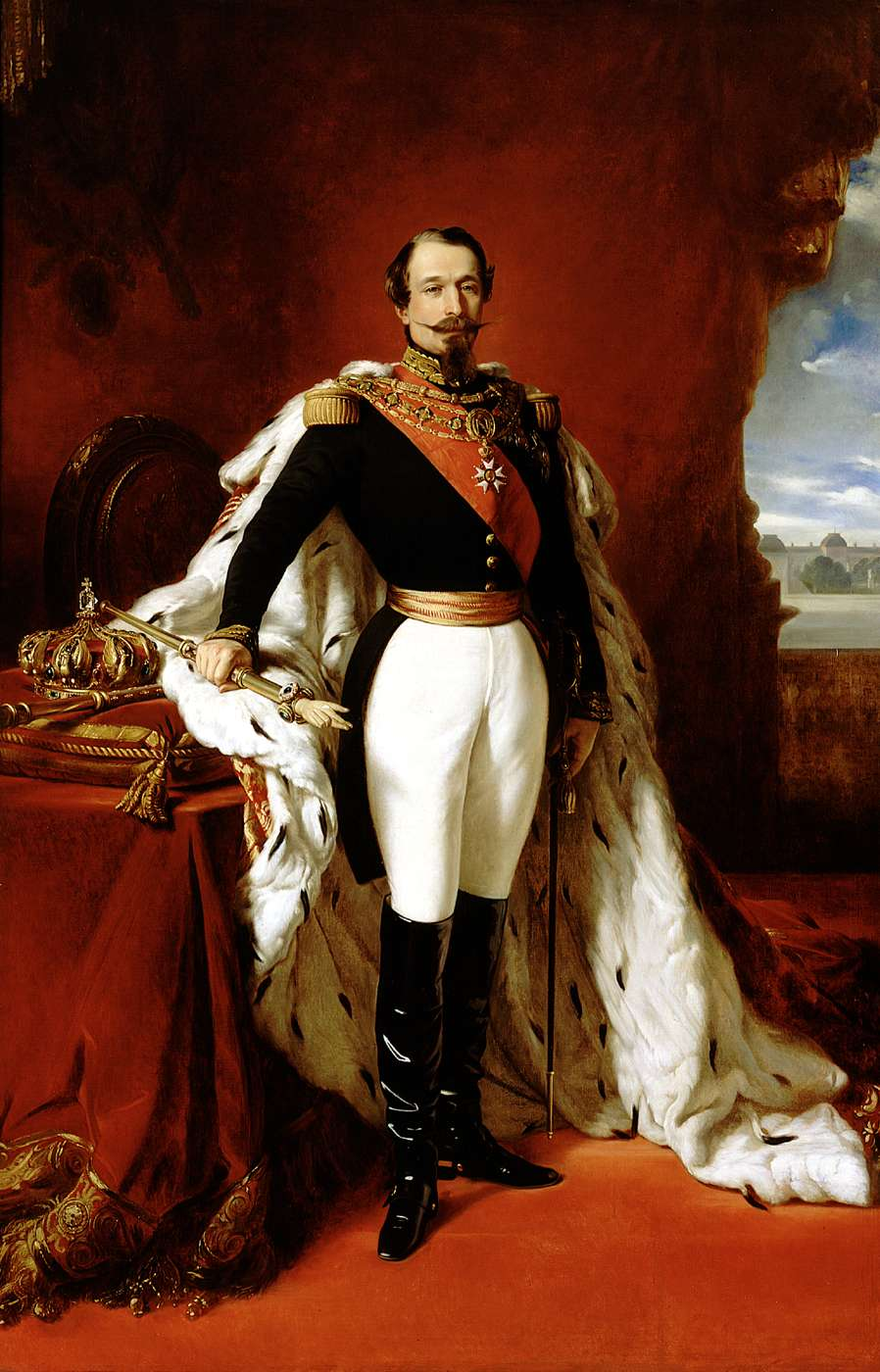
Portrait de Napoléon III par Franz Xaver Winterhalter, huile sur toile, 1855.

Le Conseil du sceau des titres était une institution française au XIXe siècle et au début du XXe siècle.

## Historique

### Le Conseil du sceau et des titres
Le Conseil du sceau et des titres a été créé par Napoléon Ier par décret du 1er mars 1808 et organisé par décret du 12 mars suivant. Supervisé par le garde des Sceaux ou le chancelier de France, il était chargé d'instruire toutes les affaires relatives aux titres et aux majorats, de sceller et expédier les lettres patentes nécessaires et de se prononcer sur toutes les demandes relatives aux titres, changements de nom, armoiries. Il était composé du prince Jean-Jacques Régis de Cambacérès qui le présidait en qualité d'archichancelier, de trois sénateurs, de deux membres du Conseil d’État, d'un procureur et d'un secrétaire général. Il incombait en outre au Conseil de fixer les armoiries des villes françaises après la création d'une héraldique urbaine et communautaire par décret du 17 mai 1809.

### La Commission du sceau
Les années suivantes, le Conseil du sceau des titres vit sa compétence étendue à la délivrance d'autres actes. Le Conseil du sceau des titres fut remplacé par une Commission du sceau, indépendante du ministère, qui a gardé les mêmes attributions que le Conseil. Le Conseil du sceau des titres fut rétabli pendant les Cent-Jours et la Commission du sceau par la seconde Restauration avec sa compétence antérieure. La Restauration a conservé l'anoblissement et la confirmation de noblesse, et maintenu l'essentiel de la législation napoléonienne.

### Le Conseil du sceau recréé
Napoléon III récréa le Conseil du Sceau par décret en date du 8 janvier 1859. En l'absence de primogéniture, les tâches du nouveau Conseil furent modifiées. Il était désormais compétent pour conseiller l'Empereur quant à la création, la confirmation et la reconnaissance des titres, la décision finale appartenant au monarque. De plus, il était tenu d'examiner l'exactitude de tous les titres existants à la demande de tout citoyen français [réf. nécessaire]. Le Conseil du sceau des titres est cependant formellement supprimé par le décret du 10 janvier 1872, et ses fonctions attribuées au conseil d'administration du ministère de la justice. En 1947, le bureau du sceau de France est supprimé et le sceau relève de la section contentieux de la nationalité.
Le conseil du sceau des titres, était seul compétent pour statuer sur toutes les questions relatives à la vérification et à la reconnaissance, comme à la confirmation des titres de noblesse. Le conseil du sceau n'exprimait que des avis; mais une fois que le souverain les avait revêtus de la forme exécutoire, ils avaient la même autorité que les jugements des tribunaux. 

### Réforme de 2005
Par décret n° 2005-565 du 27 mai 2005, les fonctions du Conseil du sceau des titres sont transférées à la direction des affaires civiles et du Sceau.

## Sources
- Nicolas Viton de Saint-Allais (1773-1842):Dictionnaire encyclopédique de la noblesse de France, Paris, 1816